# Црква Светог пророка Илије у Горњој Врањској
Црква Светог пророка Илије у Горњој Врањској, насељеном месту на територији града Шапца, припада Епархији шабачкој Српске православне цркве.
Црква посвећена Светом пророку Илији, почела је да се гради 2008. године, када су и освештани темељи. Године 2016. је била још у фази изградње.